# Otto Schmidt (Politiker, 1878)

Otto Schmidt

Paul Otto Schmidt (* 11. April 1878 in Nordhausen am Harz; † 27. Dezember 1947 in Berlin-Zehlendorf) war ein deutscher Eisenbahnbeamter und Politiker (DNVP). Schmidt ist nicht zu verwechseln mit seinem Parteikollegen Otto Schmidt-Hannover, der sich auch zeitweise Otto Schmidt nannte.

## Leben
Schmidt war ein Sohn des Karl Friedrich Schmidt (* 1845 in Laucha an der Unstrut; † 28. August 1923 in Stettin) und seiner Ehefrau Anna Schmidt, geb. Uhley. Der Vater stand im Eisenbahndienst und erreichte spätestens 1910 den Rang eines Eisenbahndirektors.
Schmidt besuchte das Gymnasium in Nordhausen im Harz. Ab Dezember 1895 verdiente seinen Lebensunterhalt als Zivilsupernumerar bei der Königlichen Eisenbahndirektion Breslau. Später wurde er in den Eisenbahndirektionsbezirken Danzig, Königsberg und Stettin eingesetzt.
Nach dem Ersten Weltkrieg trat Schmidt in die Deutschnationale Volkspartei (DNVP) ein. 1919 wurde Schmidt Mitglied der Preußischen Landesversammlung, in der er bis 1921 saß.
Bei der Reichstagswahl vom Juni 1920 wurde Schmidt als Kandidat seiner Partei für den Wahlkreis 6 (Pommern) in den Reichstag gewählt, dem er in der Folge zehn Jahre lang bis zum September 1930 angehörte. Im Reichstagshandbuch gibt er als Berufsbezeichnung Reichsbahnamtmann an.
Er lebte zuletzt als Reichsbahnoberrat in Berlin-Nikolassee. Im Verzeichnis der oberen Reichsbahnbeamten ist er letztmals in der Ausgabe von 1944/45 als Reichsbahnrat im Reichsbahn-Zentralamt Berlin enthalten. Kurz nach Ende des Zweiten Weltkrieges starb er in einem Krankenhaus in Berlin-Zehlendorf an Unterernährung.

## Ehe und Familie
Schmidt hatte mindestens vier Geschwister: Else Maria Schmidt (* 23. Juli 1876 in Nordhausen), Paul Richard Emil Schmidt (* 6. April 1883 in Nordhausen), Gertrud Marianne Schmidt (* 17. September 1884 in Nordhausen) und Gertrud Brunhilde Schmidt (* 9. Januar 1888 in Nordhausen; † 4. Juni 1909 in Hamburg).
Aus der am 7. Oktober 1908 in Belgard an der Persante geschlossenen Ehe mit Elisabeth Pagel (* 6. Mai 1887 in Belgard; † 15. Oktober 1945 in Berlin-Zehlendorf) ging der Sohn Karl (* 23. Juli 1909 in Belgard) und die Tochter Brunhilde hervor.